# 1944 en musique classique
| \| • Retour à la chronologie générale de la musique classique • \| |
| Grèce • Rome • Haut Moyen Âge • VIIIe siècle • IXe siècle • Xe siècle • XIe siècle XIIe siècle • XIIIe siècle • XIVe siècle • XVe siècle • XVIe siècle • XVIIe siècle XVIIIe siècle • XIXe siècle • XXe siècle • XXIe siècle |
| • Retour à la chronologie générale de la musique classique • |

| Années en musique classique : 1941 - 1942 - 1943 - 1944 - 1945 - 1946 - 1947    |
| Décennies en musique classique : 1910 - 1920 - 1930 - 1940 - 1950 - 1960 - 1970 |

## Événements

### Créations
- 28 janvier : la Symphonie no 1 de Leonard Bernstein, créée à Pittsburgh.
- 5 mars : la Symphonie no 2 de Walter Piston, créée à Washington par le National Symphony Orchestra, dirigé par Hans Kindler (en).
- 19 mars :  A Child of Our Time , oratorio de Michael Tippett, créé à Londres.
- 17 juin : la Sonate pour violon et piano no 2 de Sergueï Prokofiev, créée  par David Oïstrakh et Lev Oborine.
- 18 juin : Sonatine no 1 en fa majeur pour 16 instruments à vent de Richard Strauss.
- 22 octobre : Le Chant de la Libération, d’Arthur Honegger, créé sous la direction de Charles Münch.
- 30 octobre : Appalachian Spring est créé à Washington sur une chorégraphie de Martha Graham et une musique d’Aaron Copland.
- 14 novembre : le Trio no 2 avec piano de Dmitri Chostakovitch, créé à Leningrad.
- 26 novembre : la Sonate pour violon seul, de Béla Bartók, créée par Yehudi Menuhin.
- 1er décembre : le Concerto pour orchestre de Béla Bartók, créé par l’orchestre symphonique de Boston dirigé par Koussevitzky.
- 28 décembre : Musas de Andalucía, cycle de neuf pièces pour cordes, piano et soprano de Joaquín Turina, créé à la Radio Nacional de España.

### Date indéterminée
- Quatuor pour cordes et piano no 2 en ré mineur de Georges Enesco.
- Préludes op. 38 pour le piano de Dmitri Kabalevski.
- In terra pax, oratorio de Frank Martin.
- Quintette pour cordes et piano de Bohuslav Martinů.

### Autres
- 1er janvier : concert du nouvel an de l'orchestre philharmonique de Vienne au Musikverein, dirigé par Clement Kraus.
- Fondation de l'Orchestre municipal de Barcelone, qui deviendra plus tard l'Orchestre symphonique de Barcelone.

## Prix
- Harry Datyner (Suisse) remporte le 1er prix de piano du Concours international d'exécution musicale de Genève.
- La Symphonie no 4 de Howard Hanson reçoit le Prix Pulitzer de musique.

## Naissances

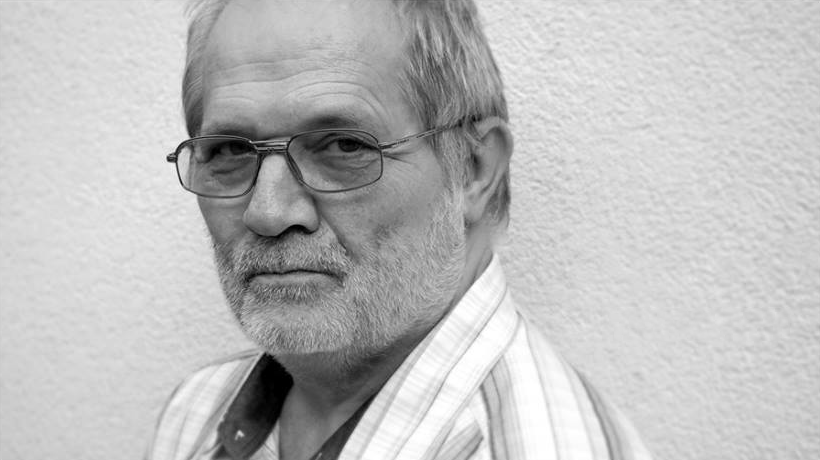
Péter Eötvös

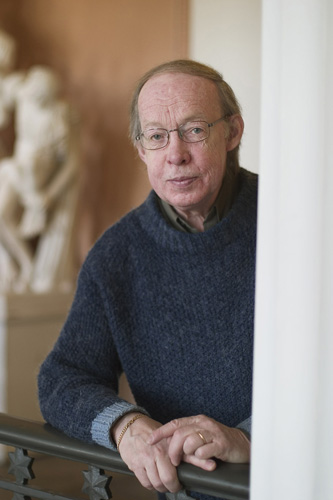
Pehr Henrik Nordgren

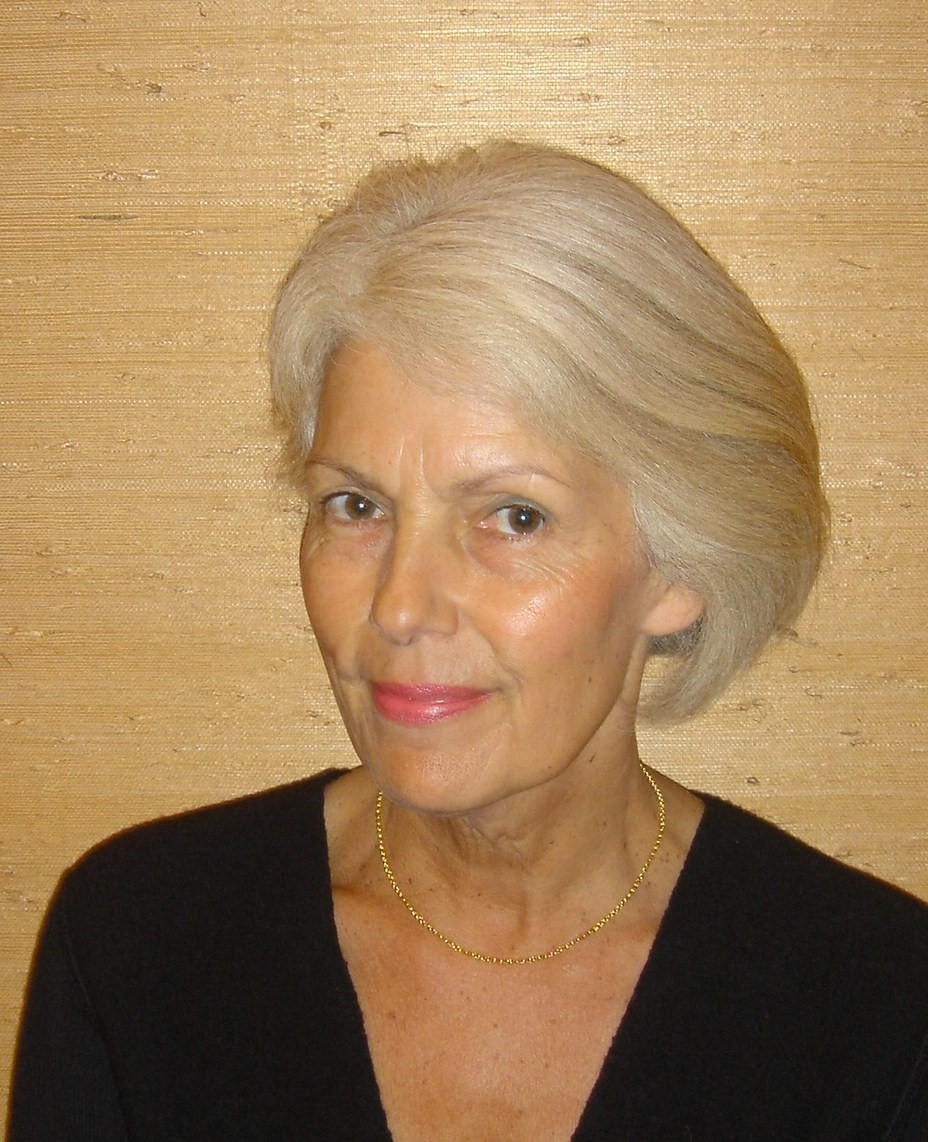
Brigitte François-Sappey

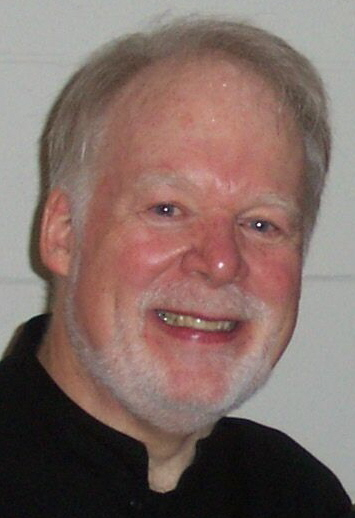
Lynn Harrell

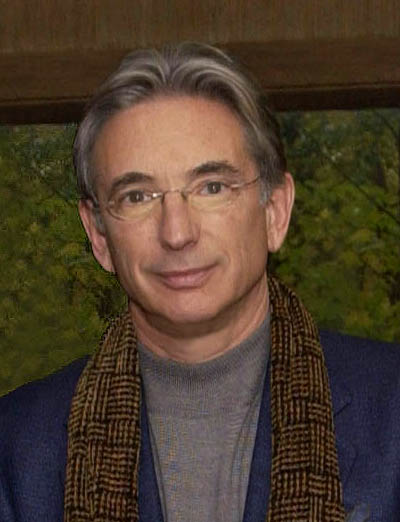
Michael Tilson Thomas

- 2 janvier : Péter Eötvös, compositeur hongrois († 24 mars 2024).
- 3 janvier : David Atherton, chef d'orchestre anglais.
- 12 janvier : Viktoria Postnikova, pianiste soviétique, puis russe.
- 19 janvier : Pehr Henrik Nordgren, compositeur finlandais († 25 août 2008).
- 21 janvier :
  - Brigitte François-Sappey, musicologue, pédagogue, productrice, conférencière française.
  - Uto Ughi, violoniste et chef d'orchestre italien.
- 27 janvier : Jean Ferrard, organiste et pédagogue belge.
- 28 janvier : John Tavener, compositeur britannique.
- 30 janvier : Lynn Harrell, violoncelliste américain († 27 avril 2020).
- 1er février : Aage Haugland, chanteur d'opéra danois († 23 décembre 2000).
- 2 février :
  - Andrew Davis, chef d'orchestre britannique († 20 avril 2024).
  - Ursula Oppens, pianiste et pédagogue américaine.
- 7 février : Antoni Wit, chef d'orchestre polonais.
- 8 février : Gerhard Hradetzky, facteur d'orgue autrichien.
- 16 février : Sigiswald Kuijken, violoniste et chef d'orchestre belge.
- 28 février : Loek Dikker, compositeur, pianiste et chef d'orchestre néerlandais.
- 2 mars : Leif Segerstam, musicien, chef d'orchestre et compositeur finlandais († 9 octobre 2024).
- 6 mars : Kiri Te Kanawa, soprano néo-zélandaise d’origine māori.
- 8 mars : Pepe Romero, guitariste de musique classique et de flamenco.
- 16 mars : Pekka Kostiainen, compositeur et chef de chœur finlandais.
- 19 mars : Chung Myung-wha, violoncelliste sud-coréenne naturalisée américaine.
- 22 mars : Klára Körmendi, pianiste hongroise.
- 23 mars : Michael Nyman, compositeur, pianiste, librettiste et musicologue anglais.
- 27 mars : Nicolas Chumachenco, violoniste polonais († 12 décembre 2020).
- 1er avril : Vladimir Kraïnev, pianiste et pédagogue soviétique († 29 avril 2011).
- 6 avril : Felicity Palmer, cantatrice anglaise soprano.
- 14 avril : Harry Sparnaay, clarinettiste basse, compositeur et professeur de musique néerlandais († 12 décembre 2017).
- 17 avril : Solomon Volkov, musicien, critique, écrivain, journaliste et musicologue russe.
- 22 avril : Joshua Rifkin, musicologue et chef d'orchestre américain.
- 13 mai : Frédérique Fontanarosa, pianiste et pédagogue française († 14 janvier 2020).
- 17 mai : Paul Crossley, pianiste anglais.
- 18 mai : Justus Frantz, pianiste et chef d'orchestre allemand.
- 20 mai : Per Enflo, mathématicien et musicien suédois.
- 3 juin : Jean-Noël von der Weid, journaliste, essayiste, critique musical et musicologue suisse († 22 août 2023).
- 10 juin : Anthony Rooley, luthiste britannique.
- 20 juin : Pierre-Alain Biget, flûtiste, chef d'orchestre et pédagogue français.
- 1er juillet : Abel Moreno, compositeur, musicologue et chef d'orchestre espagnol.
- 9 juillet : Piotr  Mechtchaninov,  pianiste et chef d'orchestre russe spécialisé dans la musique contemporaine russe († 18 novembre 2006).
- 15 juillet : Iancu Dumitrescu, compositeur roumain de musique spectrale.
- 23 juillet : Maria João Pires, pianiste portugaise.
- 26 juillet : Georges Pludermacher, pianiste français.
- 5 août :
  - James Allen Gähres, Chef d'orchestre américain.
  - Jean Gribenski, musicologue français.
  - Christopher Gunning, compositeur britannique († 24 mars 2023).
- 7 août : Michael Schnitzler, écologiste et violoniste autrichien.
- 17 août : Jean-Bernard Pommier, pianiste et chef d'orchestre français.
- 22 août : Peter Hofmann, ténor allemand († 29 novembre 2010).
- 1er septembre : Leonard Slatkin, chef d'orchestre américain.
- 2 septembre : Pablo Ziegler, musicien, pianiste et compositeur argentin.
- 9 septembre : Sergio Vartolo, claveciniste, organiste et chef d'orchestre italien.
- 10 septembre : Thomas Allen, baryton anglais.
- 12 septembre : Vladimir Spivakov, violoniste et chef d'orchestre russe.
- 16 septembre : Alekseï Lioubimov, pianiste soviétique et russe.
- 25 septembre :
  - Lucien Battaglia, guitariste et compositeur français.
  - Rémi Ménard, saxophoniste canadien († 27 décembre 2002).
- 26 septembre : András Adorján , flûtiste danois.
- 2 octobre : Ton Koopman, claveciniste et chef d'orchestre néerlandais.
- 9 octobre : Pavel Boubelnikov, chef d'orchestre russe.
- 18 octobre : Nelson Freire, pianiste classique brésilien († 1er novembre 2021).
- 11 novembre : Jennifer Bate, organiste britannique († 25 mars 2020).
- 12 novembre : Michael Lankester, chef d'orchestre anglais.
- 19 novembre : Agnes Baltsa, mezzo-soprano grecque.
- 24 novembre : Jennifer Paull, hautboïste britannique.
- 4 décembre : Jean-Pierre Sabouret, violoniste français († 25 avril 2007).
- 7 décembre : Daniel Chorzempa, organiste, pianiste, claveciniste et compositeur américain († 27 mars 2023).
- 10 décembre : Claire Renard, compositrice et pédagogue musicale française.
- 19 décembre : William Christie, claveciniste et chef d'orchestre français d'origine américaine.
- 12 décembre : Anne Rey, musicologue et pianiste française († 31 janvier 2012).
- 21 décembre : Michael Tilson Thomas, compositeur, chef d'orchestre et pianiste américain.

### Date indéterminée
- Valery Arzoumanov, compositeur russe.
- Jocelyne Cuiller, claveciniste française

## Décès

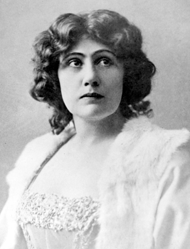
Aino Ackté

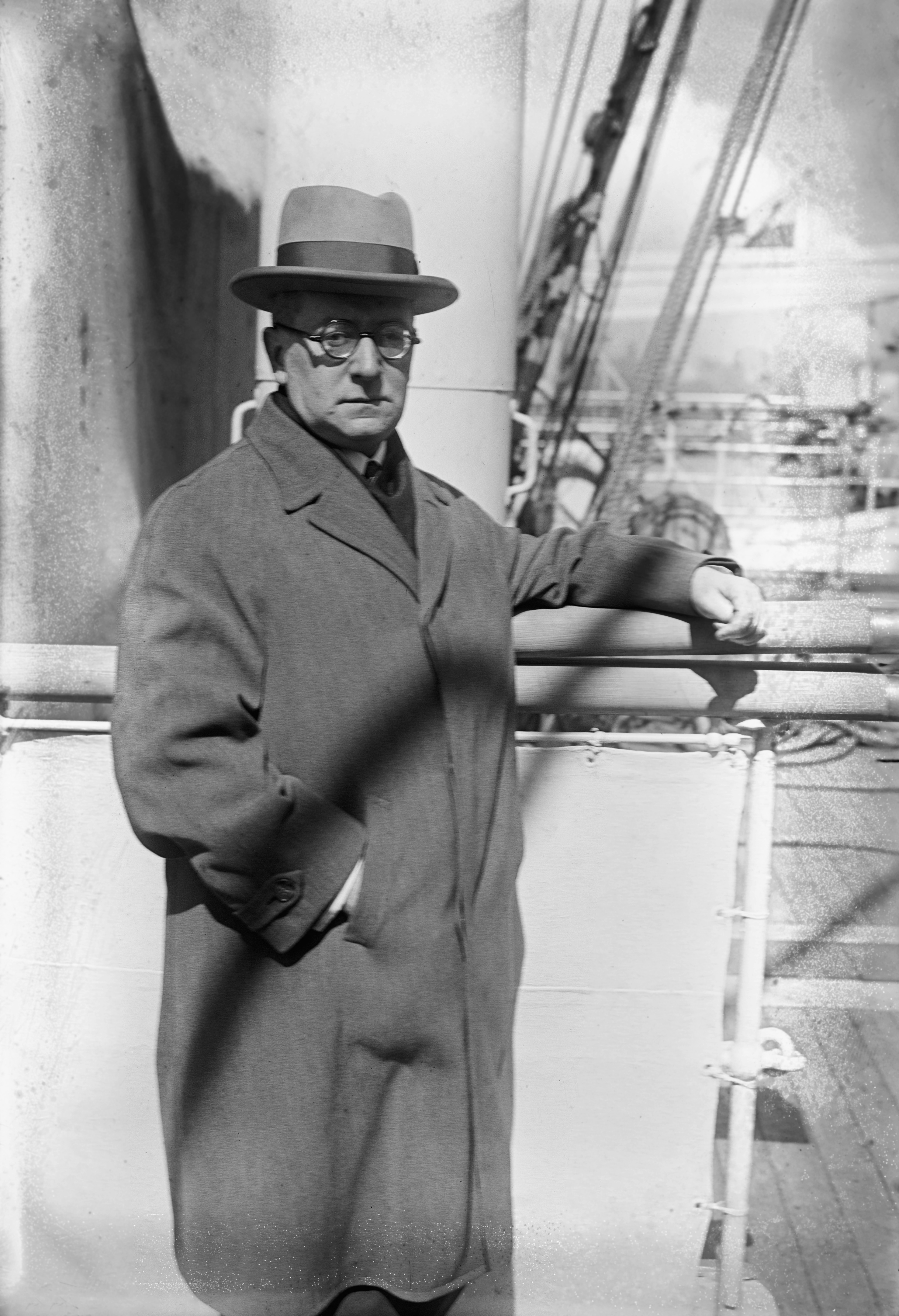
Carl Flesch

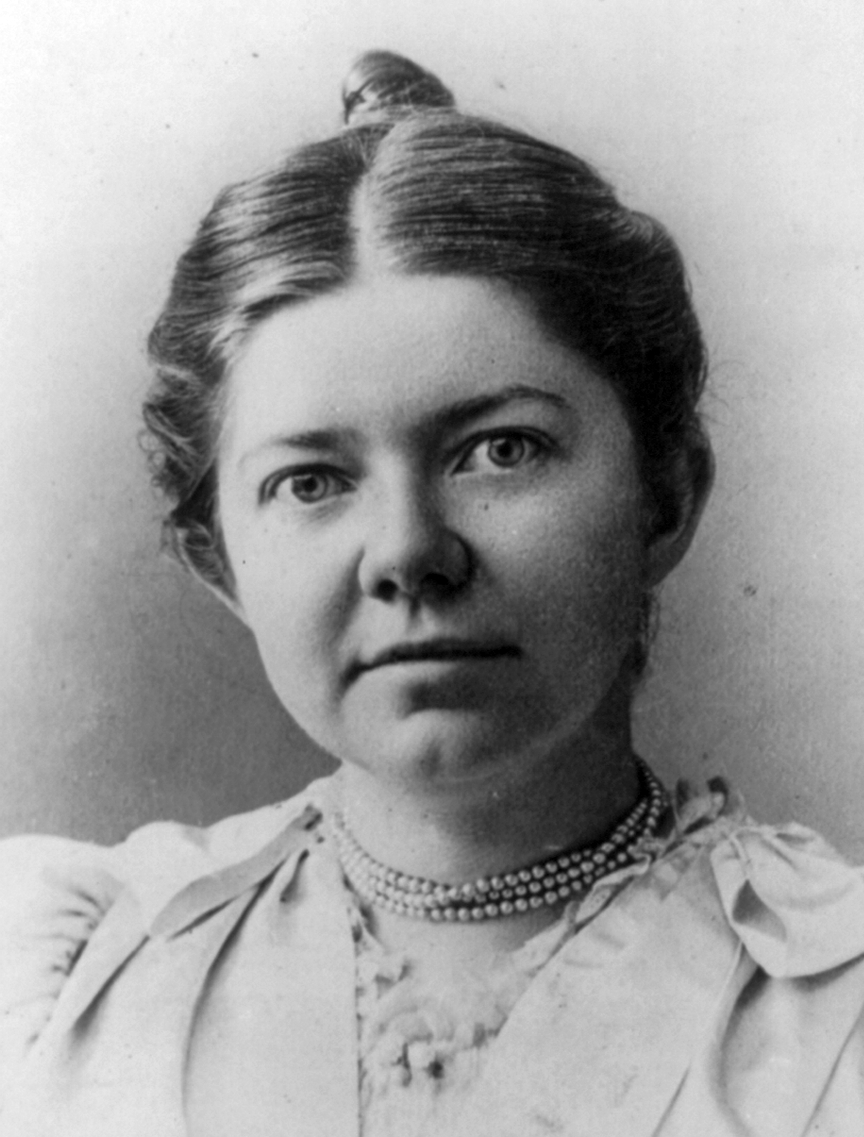
Amy Beach

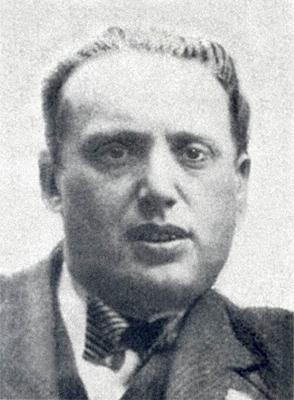
Józef Koffler

- 6 janvier : Emile von Brucken Fock, compositeur néerlandais (° 19 octobre 1857).
- 29 janvier : Carl Aeschbacher, compositeur et chef de chœur suisse (° 31 mars 1886).
- 1er février : Michel Dimitri Calvocoressi, écrivain et critique musical franco-britannique (° 2 octobre 1877).
- 8 février : Lina Cavalieri, soprano italienne (° 25 décembre 1874).
- 10 février : Alfred Bachelet, compositeur et chef d'orchestre français (° 26 février 1864).
- 11 février : Ivan Sollertinski, musicologue, historien des arts, critique littéraire et musicale soviétique (° 3 décembre 1902).
- 21 février : Annie Fortescue Harrison, compositrice anglaise de chansons et de morceaux de piano (° 30 décembre 1848).
- 4 mars : Louis Laloy, musicologue, écrivain et sinologue français (° 18 février 1874).
- 14 mars : Pavel Tchesnokov, compositeur, chef de chœur et professeur de musique russe (° 24 octobre 1877).
- 20 mars : Felix Woyrsch, compositeur allemand (° 8 octobre 1860).
- 28 mars : Jean-Marie Plum, organiste et compositeur belge (° 30 juin 1899).
- 4 avril :
  - Hedwige Chrétien, compositrice française (° 15 juillet 1859).
  - Alma Rosé, violoniste autrichienne, décédée dans le camp de concentration d'Auschwitz (° 3 novembre 1906).
  - Karel Weis, compositeur et musicologue tchèque (° 3 février 1862).
- 6 avril : Ernest Lerwile, contrebassiste et compositeur français (° 4 août 1863).
- 13 avril :
  - Aage Oxenvad, clarinettiste danois (° 16 janvier 1884).
  - Cécile Chaminade, compositrice et pianiste française (° 8 août 1857).
- 28 avril : Joseph-Arthur Bernier, pianiste, organiste, compositeur et professeur de musique québécois (° 19 mars 1877).
- 6 mai : Leone Sinigaglia, compositeur et alpiniste italien (° 14 août 1868).
- 8 mai : Ethel Smyth, compositrice et suffragette anglaise (° 23 avril 1858).
- 30 mai : 
  - Bruno Granichstaedten, compositeur autrichien (° 1er septembre 1879).
  - Frédéric Pelletier, compositeur, professeur de musique, chef de chœur, critique musical, journaliste, officier de l'armée et médecin canadien (° 1er mai 1870).
- 5 juin : 
  - André Salomon, pianiste français (° 27 octobre 1881).
  - Riccardo Zandonai, compositeur italien (° 28 mai 1883).
- 10 juin : Sylvio Lazzari, compositeur français d'origine autrichienne († 30 décembre 1857).
- 14 juin : Georges Barrère, flûtiste (° 31 octobre 1876
- 9 juillet : Marie-Joseph Erb, compositeur et organiste français (° 28 octobre 1858).
- 25 juillet : László Weiner, pianiste, chef d'orchestre et compositeur hongrois (° 9 avril 1916).
- 27 juillet : Victor Vreuls, violoniste, chef d'orchestre et compositeur belge (° 4 février 1876).
- 2 août : Joseph Bonnet, organiste et compositeur français (° 17 mars 1884).
- 7 août : Agustín Barrios Mangoré, compositeur pour guitare (° 5 mai 1885).
- 8 août : Aino Ackté, soprano d'opéra finlandaise (° 24 avril 1876).
- 14 août : Ermend-Bonnal, organiste et compositeur français (° 1er juillet 1880).
- 19 août : Henry Wood, chef d'orchestre anglais (° 3 mars 1869).
- 29 août : Jean-Claude Touche, compositeur français (° 7 août 1926).
- 7 septembre : Eduardo Sánchez de Fuentes, compositeur cubain, auteur de livres sur l'histoire de la musique cubaine (° 3 avril 1874).
- 8 septembre : Jan van Gilse, compositeur et chef d'orchestre néerlandais (° 11 mai 1881).
- 17 octobre :
  - Pavel Haas, compositeur tchèque (° 21 juin 1899).
  - Hans Krása, compositeur tchéco-allemand (° 30 novembre 1899).
- 18 octobre : Viktor Ullmann, pianiste et compositeur tchèque (° 1er janvier 1898).
- 20 octobre : 
  - Gabriel Grovlez, compositeur et chef d'orchestre français (° 4 avril 1879).
  - Franz Eugen Klein, chef d'orchestre, compositeur et pianiste autrichien (° 29 avril 1912).
- 30 octobre : Paul Ladmirault, compositeur français (° 8 décembre 1877).
- 2 novembre : Louis Bas, hautboïste et compositeur français (° 24 juin 1863).
- 12 novembre : Roy Agnew, compositeur et pianiste australien (° 23 août 1891).
- 13 novembre : Paul Graener, compositeur et chef d'orchestre allemand (° 11 janvier 1872).
- 15 novembre : Carl Flesch, violoniste, pédagogue et compositeur hongrois (° 9 octobre 1873).
- 26 novembre : Florence Foster Jenkins, soprano américaine (° 19 juillet 1868).
- 30 novembre : Antoine Mariotte, compositeur français (° 22 décembre 1875).
- 2 décembre : Josef Lhévinne, pianiste et pédagogue russe (° 13 décembre 1874).
- 20 décembre : Mary Knight Wood, compositrice, pianiste et professeur de musique américaine (° 17 avril 1857).
- 27 décembre : Amy Beach, compositrice et pianiste américaine (° 5 septembre 1867).

### Date indéterminée
- Dick Kattenburg, compositeur néerlandais (° 11 novembre 1919).
- Józef Koffler, compositeur polonais et pédagogue (° 28 novembre 1896).